# بوريس كليوييف
بوريس فلاديميروفيتش كليوييف (13 يوليو 1944 - 1 سبتمبر 2020)، هو ممثل سينمائي ومسرحي سوفيتي-روسي، أستاذ مدرس مسرح منذ عام 1969. حصل على لقب فنان الشعب الروسي عام (2002).

## الجوائز
- وسام الصداقة (1999)[5]
- وسام الشرف (2008)[6]
- TEFI (2012)

## روابط خارجية
- بوريس كليوييف في قاعدة بيانات الأفلام على الإنترنت
- بوريس كليوييف على موقع IMDb (الإنجليزية)
- بوريس كليوييف على موقع أول موفي (الإنجليزية)
- بوريس كليوييف على موقع قاعدة بيانات الفيلم (الإنجليزية)
- بوريس كليوييف على موقع كينوبويسك (الروسية)